# Muntplein

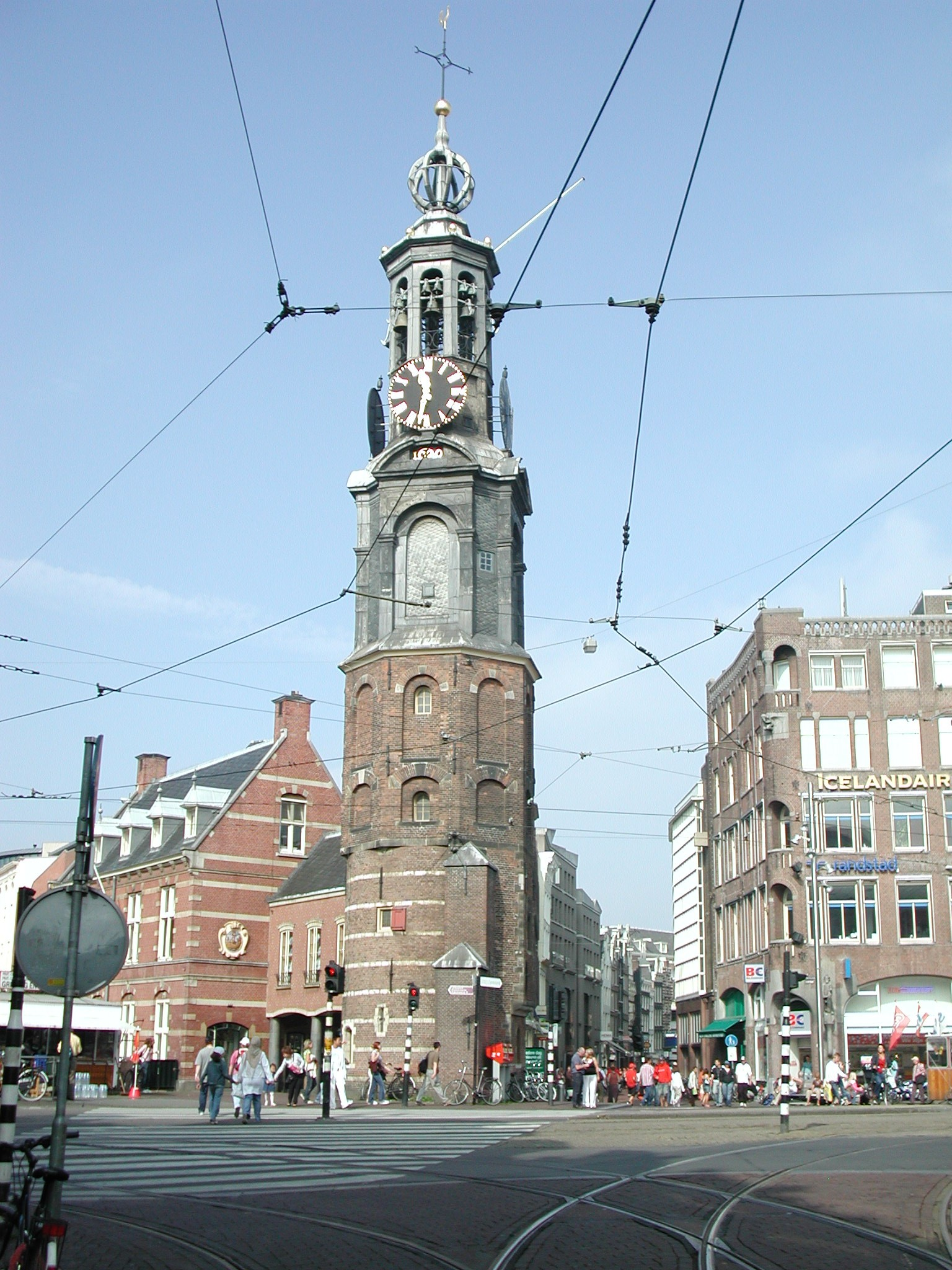
Spårvägslinjerna korsar Muntplein med Munttorentornet och handelsgatan Kalverstraat i bakgrunden

Muntplein (bokstavligen "Myntatorget") är ett torg i centrala Amsterdam. Torget är egentligen en bro — den bredaste bron i Amsterdam — som korsar Singelkanalen där det flyter in i Amstelfloden.  Alla broar i Amsterdam är numrerade, och Muntplein har nummer 1.
Muntplein är döpt efter tornet Munttoren (eller bara Munt) som står på detta torg. Tornet var en gång en av de tre viktigaste medeltida stadsportarna. På 1600-talet tjänade det temporärt som en myntort, därav namnet. Vakthuset som är kopplat till tornet är inte den ursprungliga medeltida strukturen men en sen 1800-talsfantasi. En gångtunnel upprättades vid byggnaden under en renovering 1938–1939.
Namnet "Muntplein" dateras från 1917. Torget var ursprungligen känt som Schapenplein ("Fårtorget") och, från 1877 till 1917, som Sophiaplein (efter drottning Sophia, den första hustrun till Vilhelm III).
Torget är en livlig korsning till sex gator. Det formar en sydlig del av handelsgatan Kalverstraat och huvudgatan Rokin. Den östra delen av den flytande blommarknaden (Bloemenmarkt) längs Singelkanalen är beläget direkt söder om torget. Sex spårvägslinjer (4, 9, 14, 16, 24 och 25) stannar vid Muntplein, men endast när man åker söderut.
Byggnaden på Muntplein vid korsningen Kalverstraat och Rokin är en tidig utformning av den framstående nederländska arkitekten Hendrik Petrus Berlage.

## Fotogalleri

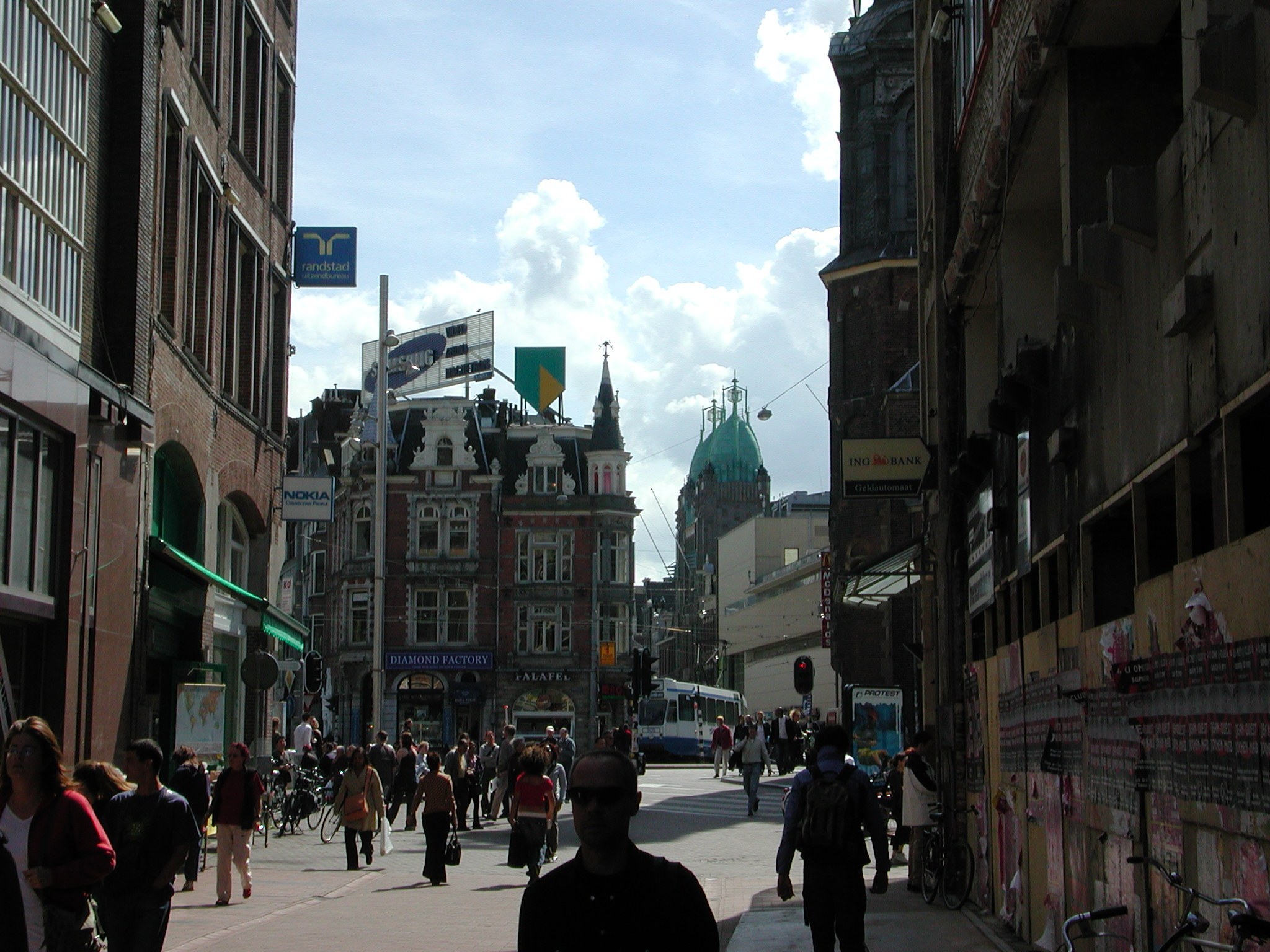
Muntplein sett från handelsgatan Kalverstraat
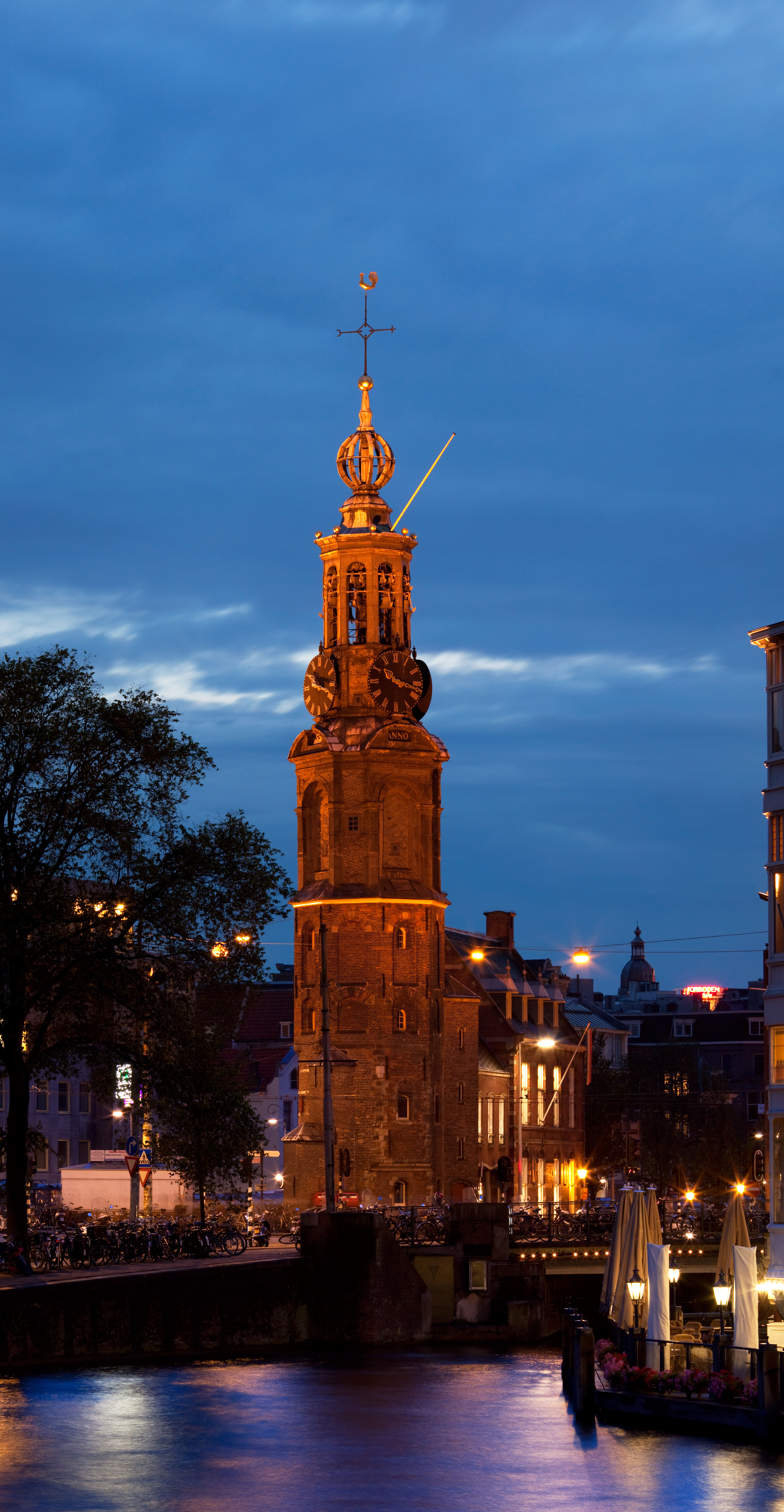
Muntplein med Munttoren sett från floden Amstel.
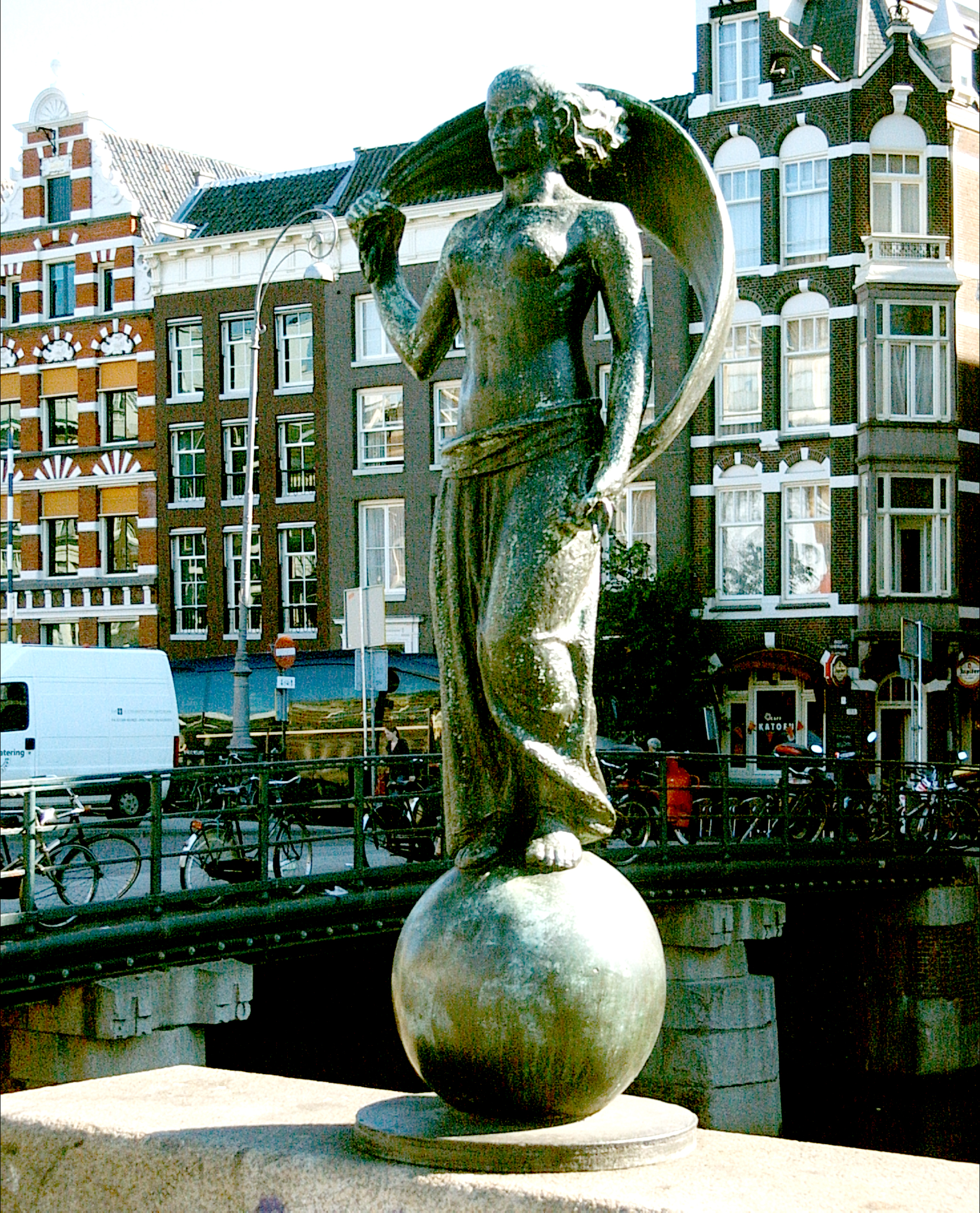
Statyn Lady Fortune på Rokin nära Muntplein
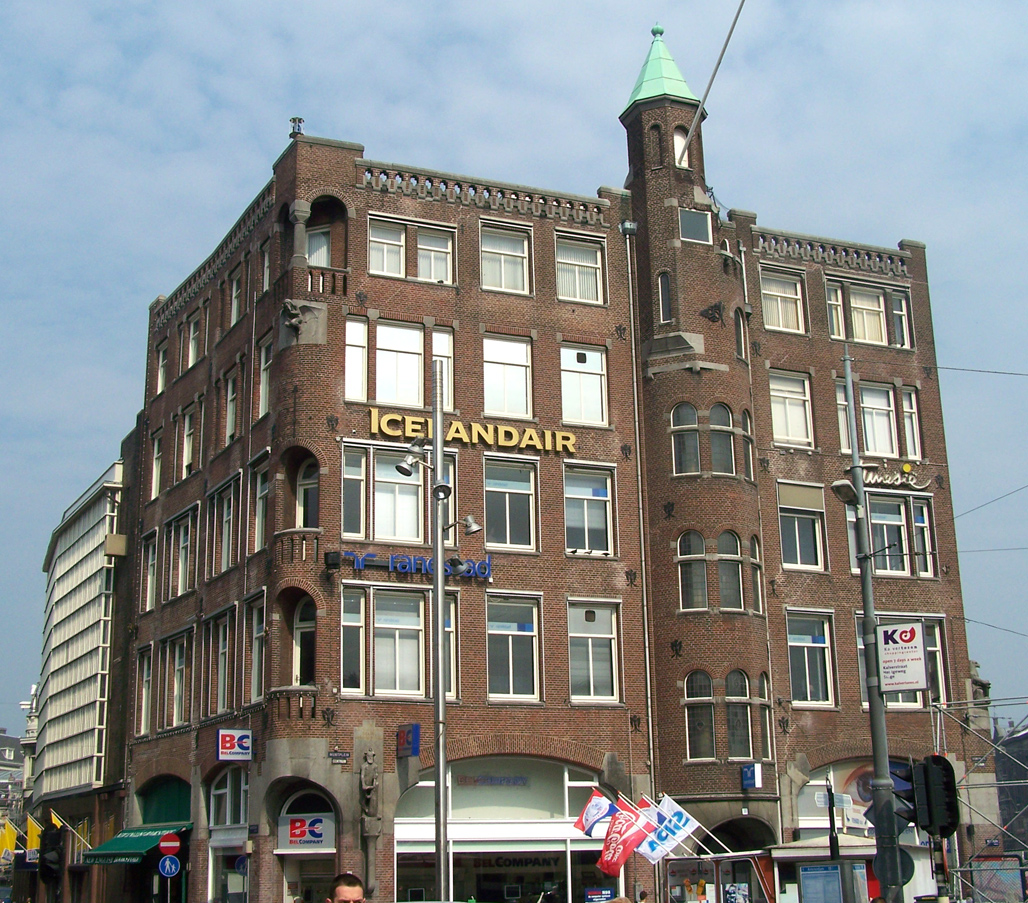
Byggnad utformad av Hendrik Petrus Berlage på Muntplein